# I Wanna
Az I Wanna (magyarul: Akarok...) Marie N lett énekesnő dala, amellyel Lettország képviseletében megnyerte a 2002-es Eurovíziós Dalfesztivált Tallinnban. A dal 2002. március 2-án, a lett nemzeti döntőben, a Eirodziesmában megszerzett győzelemmel érdemelte ki a dalversenyen való indulás jogát.

## Eurovíziós Dalfesztivál
2001. december 14-én vált hivatalossá, hogy az énekesnő is résztvevője az Eirodziesma mezőnyének. A március 2-án rendezett döntőben a nézők szavazatai alapján megnyerte a nemzeti döntőt, így ő képviselhette hazáját az Eurovíziós Dalfesztiválon. Érdekesség, hogy a döntőben I Wonna címmel adta elő.
A dalt először a május 25-én rendezett döntőben adta elő, fellépési sorrendben huszonharmadikként, a Szlovéniát képviselő Sestre együttes Samo Ljubezen című dala után és a Litvániát képviselő Aivaras Happy You című dala előtt. A szavazás során összesítésben 176 ponttal (Észtországtól, Izraeltől, Litvániától, Németországtól és Spanyolországtól maximális pontot kapott) megnyerte a versenyt és megszerezte Lettország első és mai napig egyetlen eurovíziós győzelmét, egyben a 2002-es Eurovíziós Dalfesztivál rendezési jogát is elnyerte. Érdekesség, hogy Lettország az utolsó balti állam, amely győz
A következő lett induló a F.L.Y. együttes Hello From Mars című dala volt a 2003-as Eurovíziós Dalfesztiválon, Rigában, ahol Marie N volt az egyik műsorvezető.
A következő győztes a Törökországot képviselő Sertab Erener Everyway That I Can című dala volt.

### Kapott pontok
| Össz | Szavazó országok    | Szavazó országok   | Szavazó országok | Szavazó országok | Szavazó országok | Szavazó országok | Szavazó országok | Szavazó országok | Szavazó országok | Szavazó országok | Szavazó országok | Szavazó országok | Szavazó országok | Szavazó országok | Szavazó országok    | Szavazó országok | Szavazó országok | Szavazó országok | Szavazó országok | Szavazó országok | Szavazó országok | Szavazó országok | Szavazó országok | Szavazó országok |
| Össz | Ciprusi Köztársaság | Egyesült Királyság | Ausztria         | Görögország      | Spanyolország    | Horvátország     | Oroszország      | Észtország       | Macedónia        | Izrael           | Svájc            | Svédország       | Finnország       | Dánia            | Bosznia-Hercegovina | Belgium          | Franciaország    | Németország      | Törökország      | Málta            | Románia          | Szlovénia        | Litvánia 1989    |                  |
| ---- | ------------------- | ------------------ | ---------------- | ---------------- | ---------------- | ---------------- | ---------------- | ---------------- | ---------------- | ---------------- | ---------------- | ---------------- | ---------------- | ---------------- | ------------------- | ---------------- | ---------------- | ---------------- | ---------------- | ---------------- | ---------------- | ---------------- | ---------------- | ---------------- |
| 176  | 4                   | 8                  | 10               | 10               | 12               | 2                | 10               | 12               | 7                | 12               | 8                | 5                | 6                | 7                | 5                   | 8                | 8                | 12               | 6                | 7                |                  | 5                | 12               |                  |

## A dal története
A dal gyors tempójú, salsa-stílusú, melyben az énekesnő szerelmi vallomást tesz. Az előadás a koreográfiáról maradt emlékezetes: a dal elején az énekesnő öltönyben és kalapban, férfinak öltözve táncolt öt másik táncossal együtt. A dal tetőpontján a két férfi énekes letépte Marie N ruháját, mely alatt egy rózsaszín miniszoknya volt. A dal legvégén a szoknyát lehúzták, és így egy hosszú szoknya lett belőle. A későbbi években szinte mindig akadt egy-egy versenyző, aki hasonló ruhacserélős koreográfiával próbálta emlékezetessé tenni produkcióját.

## Dalszöveg
| I wanna be the sunshine in your arms I wanna be the light from shooting stars I wanna be the queen in your sweet lies I wanna be the love-spark in your eyes – A dal refrénje | A napsugár akarok lenni a karodban A fény akarok lenni a hulló csillagokból A királynő akarok lenni az édes hazugságaidban A szerelem szikra akarok lenni a szemedben – A dal refrénje magyarul |